# JNK Media
JNK Media (vollständig Verlag Jurgeit & Krismann Media GbR; vormals Verlag Jurgeit, Krismann & Nobst Media GbR, zu Beginn nach der zuerst veröffentlichten Serie Hit Comics Verlag) war ein deutscher Comicverlag aus Berlin (Mühsamstr. 40), später aus Lehrte (Im Sonnengrund 10).
Der Verlag wurde 2001 von Martin Jurgeit, Jörg Krismann und Claudia Nobst (die sich später zurückzog) in Berlin gegründet, um das zuvor eingestellte Comicmagazin Hit Comics wieder zu veröffentlichen. Es folgte ab 2003 die Herausgabe des Comicfachmagazins Comixene bis 2012. In der Zeit erschienen die Programmhefte zum Comic-Salon Erlangen in der Reihe (#74,75/2004; #95/2006; #103/2008; #108/2010; #114/2012). Von 2010 bis 2017 wurde die Comiczeitung Comix herausgebracht. Der Verlag präsentierte des Weiteren Comicalben, Sammelbände und Sekundärliteratur zum Thema Comic.
Der Verlag stellte wegen hoher Verschuldung am 15. Juli 2018 seine Tätigkeit ein und wurde zum 31. Juli von Sebastian Röpke im Namen der Spencer & Zobel GmbH übernommen.

## Veröffentlichungen
- Blueberry Sonderband (2003)
- Capitan Terror #1–4 (2013–2017); dazu Ausgabe zum Gratis Comic Tag (2017)
- Comix #1–54 (2010–2017)
- Comixene #58–115 (2003–2012; zuvor seit 1974 diverse Verlage, Fortsetzung beim Verlag Rätselfactory Lehner)
- Déjà-Vu – 20 Jahre Deutsch-Französisches Comic-Zeichner-Seminar (2006)
- Deutsche Helden #1–2 (2004–2006)
- Freibeuter #2 (2001; zuvor Karicartoon Verlag)
- Hit Comics #0, #26–39 (2001–2006; zuvor Karicartoon Verlag); dazu Hit Comics Spezial #3 (2004) und Hit Comics Handbuch (2002)
- Mecki Sonderband (2010)
- Strizz, Jahre 8–9 und 10–15 (2011–2017; Jahre 1 bis 7 beim Verlag C.H.Beck)
- Turi & Tolk #1 (2005; Fortsetzung bei Comics etc.); Turi & Tolk #1–2 (2006–2007)
- Wieselflink (2008–2017; 1992 gestartet)